# أنطونيو ليل
أنطونيو ليل (مواليد 25 يونيو 1987) هو مبارز بالسيف فنزويلي، مثّل بلاده في الألعاب الأولمبية الصيفية 2016.

## روابط خارجية
أنطونيو ليل على موقع الاتحاد الدولي للمبارزة (الإنجليزية)
- أنطونيو ليل على موقع أوليمبيديا (الإنجليزية)